# Xhuliano Skuka
Xhuliano Skuka (Dibër, 2 agosto 1998) è un calciatore albanese, attaccante del Partizani Tirana.

## Carriera

### Club
Nato in Albania ma cresciuto calcisticamente in Francia tra il 2012 ed il 2016, torna in patria nel 2017 per affacciarsi al calcio professionistico col Korabi nella seconda divisione albanese prima e con la Dinamo City in massima divisione poi.
Il 6 gennaio 2022 viene acquistato a titolo definitivo dalla squadra albanese del Partizani Tirana.
Il 23 gennaio 2023 passa ai francesi del Metz, club militante in Ligue 2, ritornando in Francia dopo quasi sei anni.

### Nazionale
Il 26 ottobre 2022 ha debuttato con la nazionale albanese nella partita amichevole terminata 1-1 contro l'Arabia Saudita.
Il 19 novembre 2022 realizza la sua prima rete nel successo per 2-0 in amichevole contro l'Armenia.

## Statistiche

### Presenze e reti nei club
Statistiche aggiornate al 25 ottobre 2024.
| Stagione                | Squadra                 | Campionato              | Campionato | Campionato | Coppe nazionali | Coppe nazionali | Coppe nazionali | Coppe continentali | Coppe continentali | Coppe continentali | Altre coppe | Altre coppe | Altre coppe | Totale | Totale |
| Stagione                | Squadra                 | Comp                    | Pres       | Reti       | Comp            | Pres            | Reti            | Comp               | Pres               | Reti               | Comp        | Pres        | Reti        | Pres   | Reti   |
| ----------------------- | ----------------------- | ----------------------- | ---------- | ---------- | --------------- | --------------- | --------------- | ------------------ | ------------------ | ------------------ | ----------- | ----------- | ----------- | ------ | ------ |
| 2017-2018               | Korabi                  | KP                      | 7          | 0          | CA              | 0               | 0               | -                  | -                  | -                  | -           | -           | -           | 7      | 0      |
| 2018-2019               | Korabi                  | KP                      | 24         | 11         | CA              | 2               | 0               | -                  | -                  | -                  | -           | -           | -           | 26     | 11     |
| 2019-2020               | Korabi                  | KP                      | 20         | 12         | CA              | 1               | 0               | -                  | -                  | -                  | -           | -           | -           | 21     | 12     |
| 2020-2021               | Korabi                  | KP                      | 22         | 14         | CA              | 3               | 2               | -                  | -                  | -                  | -           | -           | -           | 25     | 16     |
| Totale Korabi           | Totale Korabi           | Totale Korabi           | 73         | 37         |                 | 6               | 2               |                    | -                  | -                  |             | -           | -           | 79     | 39     |
| 2021-gen. 2022          | Dinamo City             | KS                      | 13         | 1          | CA              | 4               | 1               | -                  | -                  | -                  | -           | -           | -           | 17     | 2      |
| gen.-giu. 2022          | Partizani Tirana        | KS                      | 20         | 9          | CA              | 4               | 1               | UECL               | -                  | -                  | -           | -           | -           | 24     | 10     |
| 2022-gen. 2023          | Partizani Tirana        | KS                      | 17         | 10         | CA              | 3               | 3               | UECL               | 2                  | 0                  | -           | -           | -           | 22     | 13     |
| gen.-giu. 2023          | Metz                    | L2                      | 9          | 0          | CF              | -               | -               | -                  | -                  | -                  | -           | -           | -           | 9      | 0      |
| 2023-gen. 2024          | Maribor                 | 1. SNL                  | 13         | 1          | CS              | 1               | 1               | UECL               | 5                  | 1                  | -           | -           | -           | 19     | 3      |
| gen.-giu. 2024          | Partizani Tirana        | KS                      | 15+2       | 4+0        | CA              | 2               | 1               | UCL+UECL           | -                  | -                  | SA          | -           | -           | 19     | 5      |
| Totale Partizani Tirana | Totale Partizani Tirana | Totale Partizani Tirana | 52+2       | 23+0       |                 | 9               | 5               |                    | 2                  | 0                  |             | 0           | 0           | 65     | 28     |
| 2024-2025               | Penafiel                | SL                      | 2          | 0          | CP+CdL          | 1+0             | 1               | -                  | -                  | -                  | -           | -           | -           | 3      | 1      |
| Totale carriera         | Totale carriera         | Totale carriera         | 162+2      | 62+0       |                 | 21              | 10              |                    | 7                  | 1                  |             | 0           | 0           | 192    | 73     |

### Cronologia presenze e reti in nazionale
| Cronologia completa delle presenze e delle reti in nazionale ― Albania | Cronologia completa delle presenze e delle reti in nazionale ― Albania | Cronologia completa delle presenze e delle reti in nazionale ― Albania | Cronologia completa delle presenze e delle reti in nazionale ― Albania | Cronologia completa delle presenze e delle reti in nazionale ― Albania | Cronologia completa delle presenze e delle reti in nazionale ― Albania | Cronologia completa delle presenze e delle reti in nazionale ― Albania | Cronologia completa delle presenze e delle reti in nazionale ― Albania |
| Data                                                                   | Città                                                                  | In casa                                                                | Risultato                                                              | Ospiti                                                                 | Competizione                                                           | Reti                                                                   | Note                                                                   |
| ---------------------------------------------------------------------- | ---------------------------------------------------------------------- | ---------------------------------------------------------------------- | ---------------------------------------------------------------------- | ---------------------------------------------------------------------- | ---------------------------------------------------------------------- | ---------------------------------------------------------------------- | ---------------------------------------------------------------------- |
| 26-10-2022                                                             | Abu Dhabi                                                              | Arabia Saudita                                                         | 1 – 1                                                                  | Albania                                                                | Amichevole                                                             | -                                                                      | 47’                                                                    |
| 9-11-2022                                                              | Marbella                                                               | Qatar                                                                  | 1 – 0                                                                  | Albania                                                                | Amichevole                                                             | -                                                                      | 65’                                                                    |
| 16-11-2022                                                             | Tirana                                                                 | Albania                                                                | 1 – 3                                                                  | Italia                                                                 | Amichevole                                                             | -                                                                      | 77’                                                                    |
| 19-11-2022                                                             | Tirana                                                                 | Albania                                                                | 2 – 0                                                                  | Armenia                                                                | Amichevole                                                             | 1                                                                      | 43’ 71’                                                                |
| Totale                                                                 |                                                                        | Presenze                                                               | 4                                                                      |                                                                        | Reti                                                                   | 1                                                                      |                                                                        |